# 福建神学院

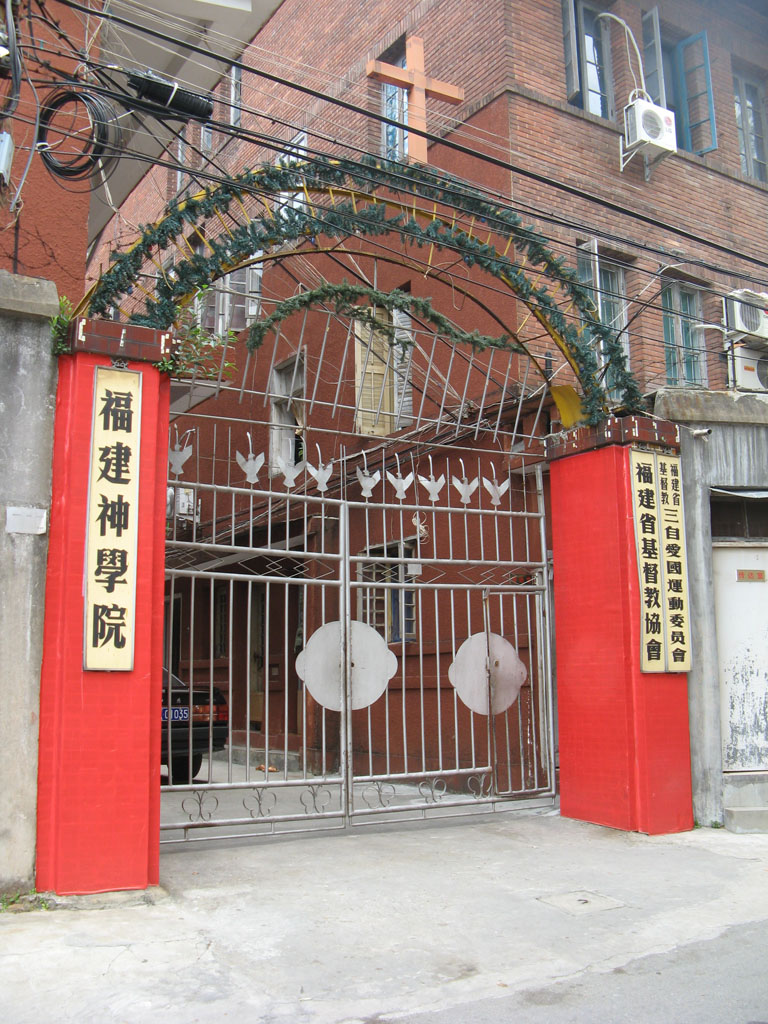
福建神学院

福建神学院由福建省基督教两会创办于1983年，是“文化大革命”后中国内地成立的第一所省级神学院。

## 历史

### 前身
1928年，福州美以美会在麦园路的美以美会福州年议会旧址建立道学院，学制4年，招生条件为初中毕业生。
1932年，兴化、延平的两个美以美年议会加入合办，校名变更为福建美以美道学院。1935年，中华基督教会加入合办，校名变更为福建协和道学院。1938年，学制改成5年，招生条件仍为初中毕业生。抗日战争中，该校迁往闽北山区，胜利后仍迁回仓山。
1946年福建协和道学院与福建协和大学、华南女子文理学院合作，该校改为大学程度，校名变更为福建协和神学院。
1952年，该校并入南京金陵协和神学院。

### 福建神学院
1983年，福建神学院创建，两年制神学专科学院，校舍设在福州市花巷堂。1988年，迁到原福州基督教青年会乐群路院址。2002年，升格为三年制大学专科。
2007年1月25日，福建省民族与宗教事务厅经研究《关于福建神学院搬迁新址的报告》，同意福建神学院在福州市仓山区盖山镇黎升村征地30亩新建校舍。
2014年，新校区开始投入使用。地址为福建省福州市仓山区福湾路121号。
2015年3月16日，升格为本科高等基督教神学院校。

## 历任院长
1. 薛平西（1983年-1994年）
2. 郑玉桂（1994年-2011年）
3. 林志华（2011年-2013）（常务副院长）
4. 岳清华（2013年-  ）